# Лайма (часы)
Часы «Лайма» (латыш. Laimas pulkstenis) — уличные часы оригинальной башенной конструкции, расположенные в центре Риги.

## Ранний этап истории
Отсчёт их истории может вестись с 1904 года, через два года после того, как в Риге был запущен трамвай. Перед городскими властями (мэр Джордж Армитстед) встал вопрос благоустройства остановок городского общественного транспорта, потребности в котором возрастали, а следовательно, и инфраструктура которого неизбежно прогрессировала с каждым годом. Тогда архитектор-петербуржец Август Рейнберг создаёт оригинальный проект трамвайной остановки в виде деревянного павильона-беседки в элегантном швейцарском стиле, который было решено установить возле недавно отстроенного моста через городской канал. На фронтоне этого киоска впервые в истории города появились изящные часы. На них была размещена реклама торгового дома, основателем которого был «король» лифляндской косметики и парфюмерии господин фон Якш.
Небольшой деревянный газетный киоск на этом месте существовал по крайней мере с 1880-х годов, когда по Риге курсировала конка. К концу 1890-х годов у киоска появилась первая в истории города афишная тумба. Однако часы появились только на новом павильоне ожидания, устроенном в 1904 году.

## Появление современных часов
К началу 1920-х годов каноны моды изменились, и швейцарский дизайн оказался устаревшим. В 1924 году Рижская дума направила в проектировочное бюро прибалтийско-немецкого архитектора Артура Мёдлингера (ученика Константина Пекшена) заказ на строительства нового киоска на остановке трамвая на перекрёстке бульвара Бастея и улицы Бривибас. Он создаёт проект сохранившегося до наших дней Колоннадного киоска в модном неоклассическом стиле — с виду он напоминал элегантный древнегреческий храм в миниатюре. Это архитектурное решение было необходимо, чтобы добиться гармонии с располагавшимся по соседству монументальным зданием Латвийской Национальной оперы. Старую деревянную постройку в швейцарском стиле сослали на новое место, в рижский микрорайон Гризинькалнс.
Вместе со старым киоском переехали и часы Якша, а рижанам необходимо было знать точное время. Проблемную ситуацию обязался исправить представитель социал-демократического блока в Рижской думе депутат по фамилии Вецкалнс, неустанно отстаивавший интересы рижской рабочих. Тогда же в 1924 году после его пламенного выступления на заседании муниципального органа власти было решено поставить у киоска часы с четырьмя циферблатами на железной оси. Любопытны расхождения в официальных уведомлениях о причинах появления часов: владельцы рижских промышленных предприятий требовали установить часы, чтобы рабочие не опаздывали на фабрики, однако господин Вецкалнс проявил заботу о рабочих и заявил, что часы нужны как раз для того, чтобы рабочие раньше времени не приходили на работу к ненасытным, охочим до прибыли капиталистам. Эти доводы, парадоксально противоречащие друг другу, тем не менее повлияли на думцев, давших добро на установку всенародно любимых часов. К тому же к середине 20-х годов XX века народное хозяйство Латвии преодолело затяжной кризис, вызванный последствиями Первой мировой войны. Приметами хозяйственных перемен стало появление в городской визуальной культуре забытого элемента — промышленной и торговой рекламы, изменившей привычный облик послевоенной столицы.
Чуть позже, в 1929 году, в киоске, расширенном и благоустроенном, открылись несколько магазинов — для продажи газет и лотерейных билетов, а также обязательные в контексте ожидания транспорта общественные туалеты; таким образом, античный павильон работы Мёдлингера приобрёл значимость в глазах жителей города. Также в павильоне функционировала телефонная будка и работало кафе. Правда, через некоторое время по городу прошёл слух, что депутаты мэрии неожиданно вознамерились расширять бульвар, что повлечёт за собой снос полюбившегося киоска и часов вместе с ним, однако на поверку слухи оказались ложными.
До начала 1930-х часы носили имя прославившегося защитой трудового класса депутата Вецкалнса, но обстоятельства изменились и часы вскоре приобрели новый вид вслед за рекламной функцией, которую они стали исполнять. На перекрёстке Известковой (Калькю) и бульвара Бастея открылся новый магазин шоколадной продукции Теодора Ригерта. Владельцы магазина озаботились вопросом поиска места для рекламы своей продукции, однако долго выбирать им не пришлось — угловые часы на железном столбе пришлись как нельзя кстати. В начале 1930-х они были украшены логотипом предприятия по производству шоколадных изделий.
В 1936 году грядут новые изменения: фабрика Ригерта меняет своё название на «Лайма» (в переводе с латышского, laime — счастье). Когда фабрика была продана, новые владельцы поменяли имя предприятия. На лицевой части пластин появилось слово «Laima». Со временем новые городские часы стали привычным символом участка между сквером Национальной оперы и Бастионной горкой. Несмотря на свою утилитарность, по узнаваемости и популярности они не уступают расположенному рядом Памятнику Свободы. Этому бренду суждено будет обрести известность на всём будущем советском пространстве. В результате «ребрендинга» поменялся внешний вид городских часов, реклама также была оформлена в популярном стиле в Европе межвоенного периода — ар-деко. Теперь к названию фирмы, изображённому на каждой из четырёх сторон столба, прибавились названия образцов продукции, на которых специализировалась фабрика. Современный вид часов был реставрирован именно по образцу 1936 года. В тёмное время суток рекламный столб, на котором держались часы, подсвечивался изнутри, служа украшением этого всегда оживлённого перекрёстка.
Киоск же в разговорной речи получил название «дашковского» — в честь рижского русского предпринимателя Николая Дашкова (представителя довольно известной рижской купеческой фамилии), который использовал его помещение и открыл магазин для продажи фруктов. Сын арендатора киоска, Александр Николаевич Дашков, стал оперным певцом, одним из ведущих солистов Латвийской национальной оперы. Уже в современный период Комиссия по памятникам при Рижской думе обсудила вопрос об установлении памятной таблички, посвящённой семье Дашковых, у рижского Колоннадного киоска, однако дискуссия не увенчалась конкретными делами.
После 17 октября 1944 года (дата освобождения латвийской столицы от нацистских оккупантов) возле лаймовских часов была поставлена большая карта, на которой отмечался ход военных действий. Возле этой карты собирались люди, чтобы следить за событиями Великой Отечественной войны.

## Метаморфозы в советский период
В середине 1960-х Рижский горисполком принял решение видоизменить «лаймовские» часы, повелев снять рекламу предприятия по производству шоколадных изделий и заменить её на слово «мир», которое было изображено на всех четырёх гранях столба на русском, английском, немецком и латышском языках.
Середина 1970-х также принесла свои изменения, когда слово «мир», в свою очередь, подверглось опале и было снято, а вместо него появилось изображение семи светящихся кубиков, отсылавших зрителя к концепции абстракции в визуальном искусстве. Тем не менее, на одном из кубиков всё же сохранилась надпись «Мир». В 1980-е на подсвеченных кубиках появились наклейки, что существенно придало подставке для часов пестроты и красочности.

## Современный вид
В начале 1990-х годов часы обретают внешний вид по прототипу немецкого рекламного столба 1936 года. К ним возвращается прежний лаймовский бренд, под которым часы известны в Риге в наши дни. Тем не менее настоящая реставрация произошла с часами в 1999 году — в преддверии официального восьмисотлетия Риги со дня основания города епископом Альбертом Буксгевденом, которое отмечалось в 2001 году. На средства ОАО «Лайма» муниципальные власти провели полную реконструкцию часов, которым был возвращён первоначальный вид. С момента своего установления, часы «Лайма» стали излюбленным местом свиданий, своего рода визитной карточкой романтичного городского пейзажа. Тогда была создана нарядная подсветка, восстановлены названия продукции фабрики, был вмонтирован новый часовой механизм, созданный в Швейцарии.

## Мелодии
В конце декабря 2017 года часы открылись после очередной реконструкции. С этого момента каждый час легендарные часы воспроизводят запись живого исполнения одной из известных мелодий Раймонда Паулса, 24 мелодии в сутки.
1. Baltā saule
2. Baltā dziesma
3. Elizabet («Вернисаж»)
4. Dāvāja Māriņa («Миллион алых роз»)
5. Sanāciet, sadziediet, sasadancojiet
6. Zilie lini
7. Rudensogle
8. Pie jūras dzīve mana
9. Dziesma par Laimas pulksteni
10. Tava balss (Mēmā dziesma)
11. Manai dzimtenei
12. Cielaviņa
13. Teic, kur zeme tā
14. Circenīša Ziemassvētki
15. Klusa nakts, svēta nakts
16. Zvani un sveces
17. Balts sniedziņš snieg uz skujiņām
18. Тема из кинофильма «Театр»
19. Par pēdējo lapu («Листья жёлтые»)
20. Vis nāk un aiziet tālumā
21. Laternu stundā
22. Mežrozīte
23. Vella kalpu dziesma
24. Kā senā dziesmā (Nāk rudentiņš)